# Jaskinia Kiczorska

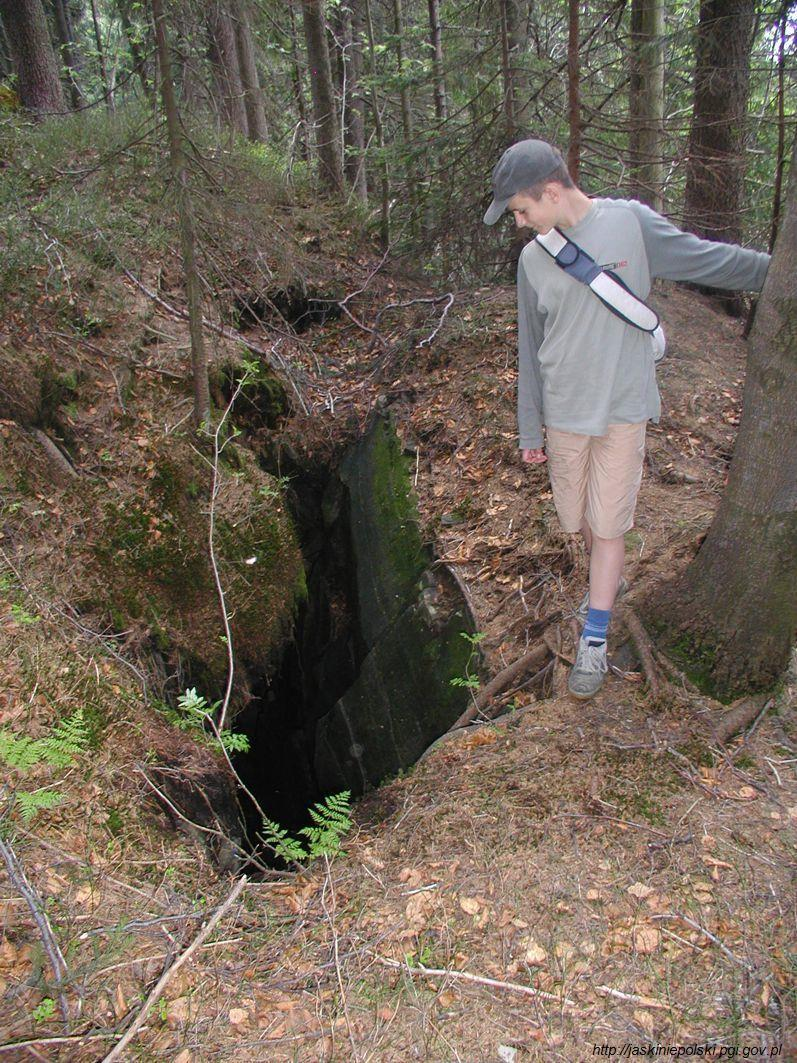
Otwór jaskini

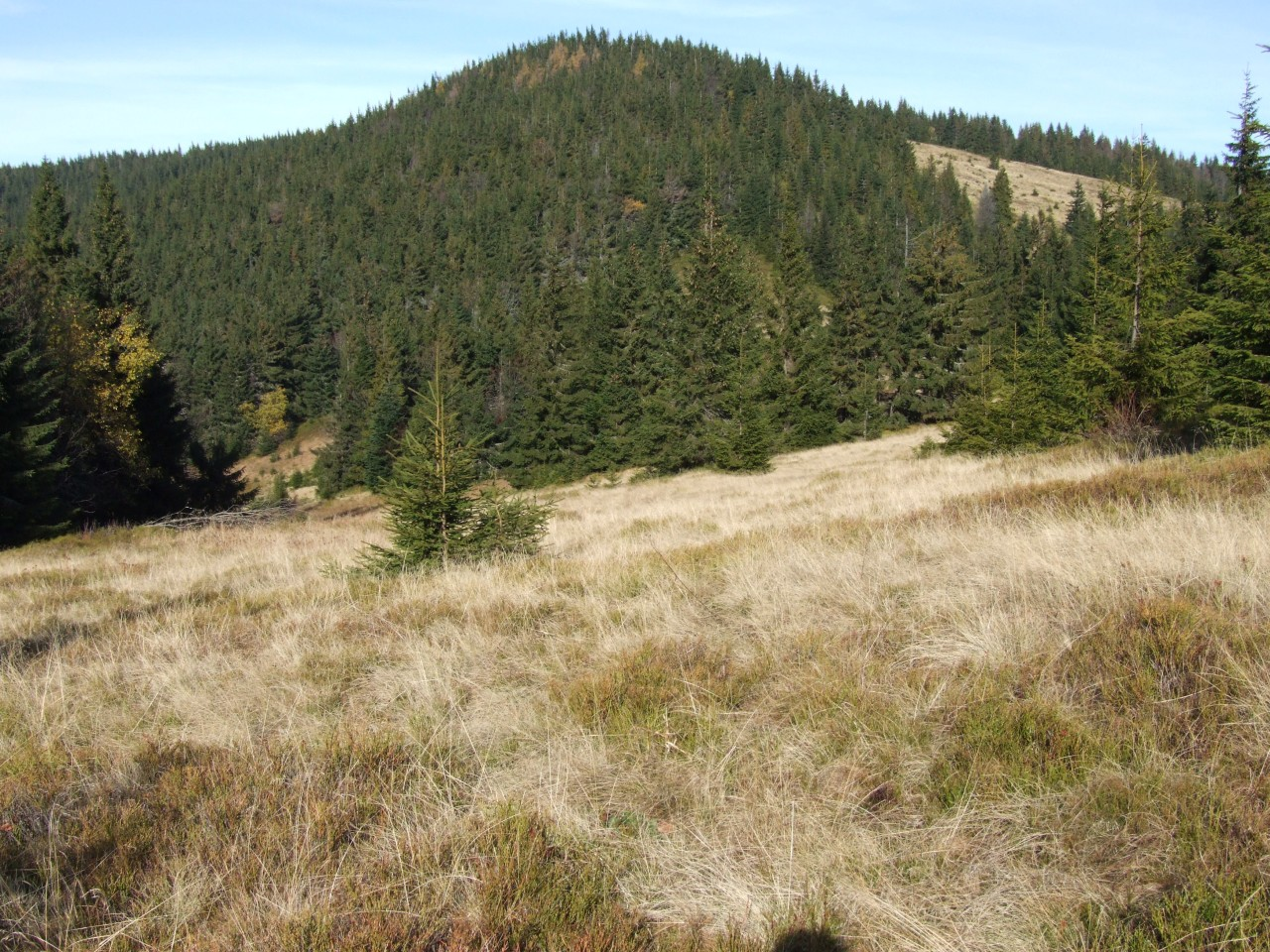
Kiczora

Jaskinia Kiczorska – jaskinia w Gorcach, na południowym ramieniu Kiczory, w Gorczańskim Parku Narodowym, administracyjnie we wsi Łopuszna w gminie Nowy Targ, powiecie nowotarskim w województwie małopolskim.

## Opis jaskini
Wejście do jaskini znajduje się na wysokości 1180 m n.p.m., na zachodnim zboczu Kiczory, w skałkach Turnice, w pobliżu Tęczowej Jamy, Przepastnej Jamy, Jaskini Łopuszańskiej, Jaskini Goszczyńskiego i Szczeliny za Płytą. Długość jaskini wynosi 11 metrów, a jej deniwelacja 5 metrów.
Jaskinia zaczyna się trójkątną, szeroką studzienką, która prowadzi do obszernego, prostego korytarza z 1,5-metrowym progiem. Kończy się on po 6,5 metrach trzema szczelinami nie do przejścia.
Jaskinia jest typu osuwiskowego. Flory nie badano.
Jaskinia była prawdopodobnie znana od dawna. Jej pierwszy plan i opis sporządzili R. Dadel i T. Mleczek w 1998 roku.